# Trissodon setosus
Trissodon setosus är en skalbaggsart som beskrevs av Phillip B. Carne 1957. Trissodon setosus ingår i släktet Trissodon och familjen Dynastidae. Inga underarter finns listade i Catalogue of Life.